# اوزریک تپه سی
اوزریک تپه سی مربوط به دوره اشکانیان است و در شهرستان مشگین‌شهر، بخش مرادلو، دهستان ارشق غربی، روستای قره ولیلو واقع شده و این اثر در تاریخ ۲۶ اسفند ۱۳۸۷ با شمارهٔ ثبت ۲۵۷۷۶ به‌عنوان یکی از آثار ملی ایران به ثبت رسیده است.